# Yoshiaki Shimojō
Yoshiaki Shimojō (japanisch 下條 佳明 Shimojō Yoshiaki; * 10. Mai 1954 in der Präfektur Nagano) ist ein ehemaliger japanischer Fußballspieler und -trainer.

## Karriere
Shimojō erlernte das Fußballspielen in der Schulmannschaft der Matsumoto Agatagaoka High School und der Universitätsmannschaft der Waseda-Universität. Seinen ersten Vertrag unterschrieb er 1978 bei den Nissan Motors. Der Verein spielte in der zweithöchsten Liga des Landes, der Japan Soccer League Division 2. 1978 wurde er mit dem Verein Vizemeister der Division 2 und stieg in die Division 1 auf. 1983 und 1984 wurde er mit dem Verein Vizemeister der Japan Soccer League. 1983 gewann er mit dem Verein den Kaiserpokal. Für den Verein absolvierte er 32 Erstligaspiele. Ende 1984 beendete er seine Karriere als Fußballspieler.

## Erfolge
Nissan Motors
- Japan Soccer League

Vizemeister: 1983, 1984
- JSL Cup

Finalist: 1983
- Kaiserpokal

Sieger: 1983